# ユリア・イェンチ
ユリア・イェンチ（Julia Jentsch、1978年2月20日 - ）は、ドイツの女優。実際の発音は「ユーリア・イェンチュ」の表記が近い。また、英語読みで「ジュリア・ジェンチ」と表記されることもある。

## 経歴
ベルリン（西ベルリン）出身。弁護士の家庭に生まれ、高校卒業後にベルリンのエルンスト・ブッシュ演劇学校で演技を学ぶ。在学中の1999年、『Zornige Küsse』で映画初出演しユルゲン・フォーゲルと共演する。卒業後の2001年、ミュンヘン室内劇団に加入。『アンティゴネー』、『ニーベルンゲンの歌』、『十戒』、『オセロ』などの古典劇の舞台に主演、年若く身長165cmと比較的小柄ながら、パワフルなその演技は高く評価された。2004年頃からはテレビドラマや映画出演にも力を入れ始めた。
ダニエル・ブリュール主演の『ベルリン、僕らの革命』でバイエルン映画賞新人賞を受賞し、日本でも知られるようになる。2005年の『白バラの祈り ゾフィー・ショル、最期の日々』ではヨーロッパ映画賞、ドイツ映画賞、ベルリン国際映画祭をはじめとする多数の主演女優賞を受賞、作品もアカデミー賞外国語映画賞にノミネートされた。
特技はピアノ、柔道（黒帯）、ハンドボール、漕艇。

## 主な出演作品
| 公開年 | 邦題 原題                                                                  | 役名             | 備考 |
| ------ | -------------------------------------------------------------------------- | ---------------- | ---- |
| 2004   | ヒトラー 〜最期の12日間〜 Der Untergang                                    | ハンナ           |      |
| 2005   | ベルリン、僕らの革命 Die fetten Jahren sind vorbei                         | ユール           |      |
| 2005   | 白バラの祈り ゾフィー・ショル、最期の日々 Sophie Scholl - Die letzten Tage | ゾフィー・ショル |      |
| 2006   | 英国王給仕人に乾杯! Obsluhoval jsem anglického krále                       | リーザ           |      |
| 2010   | ローラ! Hier kommt Lola!                                                   | ヴィッキー       |      |
| 2012   | ハンナ・アーレント Hannah Arendt                                           | ロッテ・ケーラー |      |